# Призрачный любовник
«Призрачный любовник» (иер. трад. 夜半歌聲, упр.  夜半歌声, кант.-рус.: Е бан ге шен, англ. The Phantom Lover) — гонконгская мелодрама 1995 года режиссёра Ронни Ю]. Главные роли в фильме исполнили Лесли Чун, Жаклин Нг и Хуан Лэй.
Фильм получил шесть номинаций на 15-й Гонконгской кинопремии, одержав победу в двух.

## Сюжет
Место действия фильма разворачивается в Китае 1930-х годов. Оперная труппа приезжает в заброшенный театр, преследуемая призрачной фигурой его предыдущего владельца — некогда великого оперного певца. Он всеми способами стремится превратить молодых исполнителей главной роли в таких же звёзд, каким он сам был когда-то.

## В ролях
- Лесли Чун — Сон Даньпин
- Жаклин Нг — Юнь Янь
- Хуан Лэй[англ.] — Вэй Цин
- Филип Квок[англ.]
- Фонг Пао — Чжао
- Рой Сето — Чжао Джум
- Ливен Ю — агент

## Награды и номинации
| Награды                     | Награды                             | Награды                                              | Награды   |
| Кинопремия                  | Категория                           | Лауреат / претендент                                 | Результат |
| --------------------------- | ----------------------------------- | ---------------------------------------------------- | --------- |
| 15-я Гонконгская кинопремия | Лучшая операторская работа          | Питер Пау                                            | Номинация |
| 15-я Гонконгская кинопремия | Лучшая работа художника             | Ма Пун Чиу                                           | Победа    |
| 15-я Гонконгская кинопремия | Лучший монтаж                       | Дэвид У                                              | Номинация |
| 15-я Гонконгская кинопремия | Лучшая музыка                       | Крис Бабида                                          | Номинация |
| 15-я Гонконгская кинопремия | Лучшая работа художника по костюмам | Уильям Чанг, Енг Син Линг                            | Победа    |
| 15-я Гонконгская кинопремия | Лучшая песня                        | Композитор/исполнитель: Лесли Чун • Текст: Лесли Мок | Номинация |
| 32-я Золотая лошадь         | Лучшая операторская работа          | Питер Пау                                            | Номинация |
| 32-я Золотая лошадь         | Лучшая работа художника             | Ма Пун Чиу                                           | Номинация |
| 32-я Золотая лошадь         | Лучший монтаж                       | Дэвид У                                              | Номинация |
| 32-я Золотая лошадь         | Лучшая музыка                       | Крис Бабида                                          | Номинация |
| 32-я Золотая лошадь         | Лучшие костюмы                      | Уильям Чанг, Енг Син Линг                            | Номинация |